# Tus problemas crecen
Tus problemas crecen es el décimo disco de la banda española de punk rock Boikot, procedente de Madrid. Su lanzamiento se produjo en 2004 e incluye temas como Kualkier Día versionando al grupo de punk navarro, Piperrak.
También incluye Bajo el suelo escrita por Paloma Pérez y Luisa Vázquez en la que se denuncia la violencia contra las mujeres.

## Lista de canciones
1. Tú disparas
2. Kualquier día
3. Un futuro para ti
4. Tierra quemada
5. That's all folks
6. Bajo el suelo
7. Siempre adelante
8. Soy preso
9. Su anochecer se acerca
10. El muro de la vergüenza
11. Sin claudicar
12. Stop censura